# Martin Böhm (Politiker)

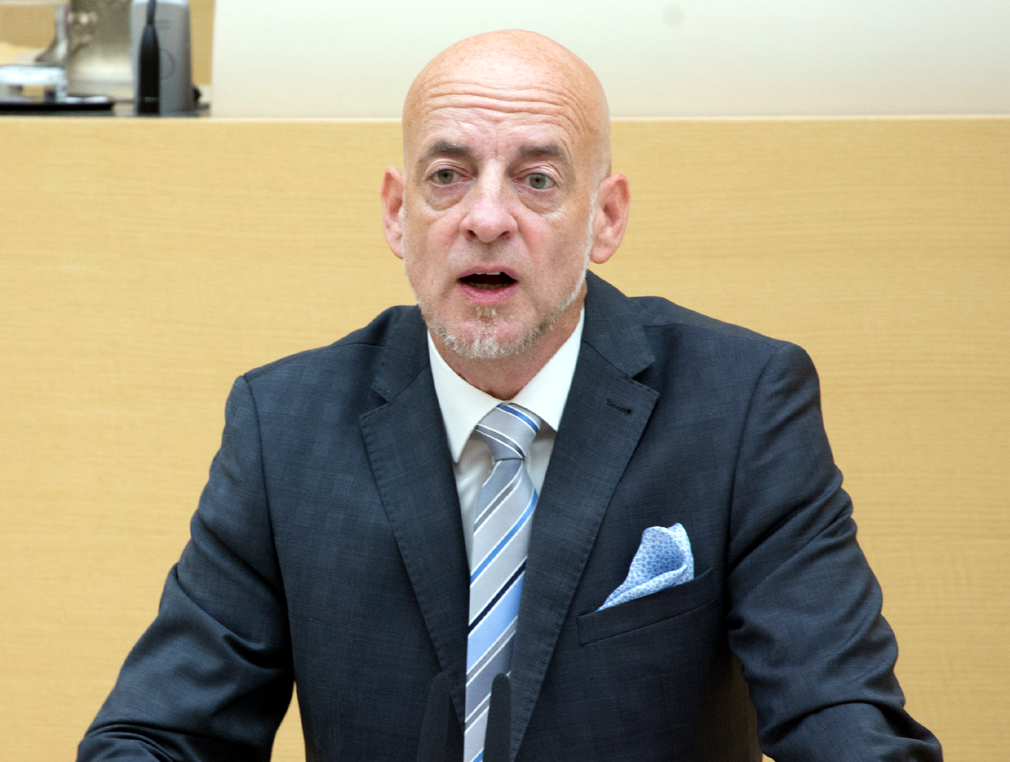
Martin Böhm, 2019

Martin Böhm (* 9. August 1964 in Coburg) ist ein rechtsextremer deutscher Politiker der AfD und Versicherungswirt. Er ist seit November 2018 Mitglied des Bayerischen Landtags.

## Leben
Böhm verließ 1983 die Schule mit der mittleren Reife. Er absolvierte eine Lehre zum KfZ-Mechaniker, bevor er Grundwehrdienst bei der Bundeswehr leistete. Es schlossen sich im Laufe seiner beruflichen Karriere Weiterbildungen zum Fachwirt für Gebäudemanagement (HWK), zum Fachwirt für Versicherung und Finanzen (IHK), das Studium der Versicherungswirtschaft an der Hochschule Coburg (Abschluss: Bachelor of Arts) und schließlich das Studium der Kommunikationswissenschaften an der Universität für Weiterbildung Krems (Abschluss: Master of Science) an. Beruflich war und ist Böhm im Bereich der Immobilien- und Versicherungswirtschaft angestellt tätig.

## Politik
Er ist seit 2013 Mitglied der bayerischen AfD. Von März 2017 bis März 2019 war er Kreisvorsitzender des AfD-Kreisverbands Coburg/Kronach, zuvor war er seit 2015 stellvertretender Kreisvorsitzender. Seit September 2019 ist er stellvertretender Landesvorsitzender der bayerischen AfD. Bei der bayerischen Landtagswahl 2018 kandidierte er als Stimmkreisabgeordneter im Stimmkreis Coburg und auf Listenplatz 1 der AfD in Oberfranken. Böhm zog als Abgeordneter in den Bayerischen Landtag ein. Bei der Landtagswahl 2023 zog er erneut in den Landtag ein. Zusammen mit Katrin Ebner-Steiner war er Spitzenkandidat der AfD für die Landtagswahl 2023. Böhm ist Mitglied des Ausschusses für Bundes- und Europaangelegenheiten sowie regionale Beziehungen und fungiert als Bundes- und Europapolitischer Sprecher der AfD-Fraktion.

### Positionen
Böhm wird der völkisch-nationalen Strömung der AfD zugerechnet und gilt als Anhänger des ehemaligen Flügels um Björn Höcke, der vom Verfassungsschutz als rechtsextrem eingestuft wurde. Den anderen Parteien im bayerischen Landtag warf Böhm „eine beinahe faschistoide Ausgrenzung von uns Volkspolitikern“ vor. 2023 warnte Böhm vor einer „kriegssüchtigen Elite abgehobener Globalisten“. Er bezeichnet sich als Verfechter eines „gesunden Patriotismus“ mit einem konservativen Weltbild und tritt für eine strikte Migrationspolitik ein, die unter anderem harte Grenzkontrollen, Pushbacks und Rückführungsabkommen mit anderen Ländern umfasst.

### Kontroversen
Böhm geriet in die Kritik, weil er dem per Haftbefehl gesuchten Daniel Halemba, der 2023 neu in den Landtag gewählt worden war, geraten hatte, sich öffentlichkeitswirksam im Landtag festnehmen zu lassen, um Landtagspräsidentin Ilse Aigner zu schädigen. In einer Mail an AfD-Mitglieder schrieb er: „Der Gedanke, durch eine Verhaftung des H. eingangs des Plenarsaales weiter an der De-Legitimation Aigners zu arbeiten und noch stärker polarisierend auf die Bürger zu wirken, war zumindest charmant.“ Weiter schrieb er Aigner betreffend: „Diese Person (die in jeder Rede ihren abgrundtiefen Hass gegen uns um Ausdruck bringt) zu beschädigen, ist legitimes politisches Ziel und auch in so einem Fall zwingend Teil einer Abwägung“. Böhm solidarisierte sich auf dem Landesparteitag im Januar 2024 mit Halemba mit der Aussage „Wir müssen den Karnickeln in den Parlamenten den verdienten Nackenschlag versetzen und nicht unseren eigenen Parteikameraden.“